# Pampero (globo)

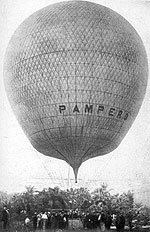
Pampero

El Pampero fue un globo aerostático del Aero Club Argentino (ACA) y una de las primeras aeronaves de la historia argentina. Fue protagonista de la hazaña del primer cruce del Río de la Plata el 25 de diciembre de 1907, con Jorge Newbery y Aarón de Anchorena. Finalizó trágicamente desapareciendo el 17 de octubre de 1908 con Eduardo Newbery y el sargento primero Eduardo Romero, cerrando una corta vida operativa.

## Historia
El aviador Aarón de Anchorena compró el globo en Paris (Francia) en 1906, al pionero de la aviación, inventor e ingeniero brasileño, Alberto Santos Dumont, bautizándolo Pampero, por el violento viento pampero. El 29 de julio de 1907 arribó a Buenos Aires (Argentina).
En su debut, el Pampero levantó vuelo el 25 de diciembre de 1907 en el Campo de la Sociedad Sportiva Argentina con el ingeniero Jorge Newbery y el propio Anchorena. Ascendió a 3000 m de altitud sobre el estuario del Río de la Plata y descendió en Conchillas (Uruguay), airoso y con total exitoso. Este histórico vuelo motivó la fundación del Aero Club Argentino (ACA), presidido por Anchorena. El Pampero fue formalmente donado por el presidente de la nueva asociación.
El 17 de octubre de 1908 el Pampero partió de Buenos Aires con Eduardo Newbery y el sargento primero Eduardo Romero. El globo perdió contacto con tierra y se perdió todo rastro del mismo. El siniestro fue una gran angustia para el Aero Club Argentino y las causas del siniestro permanecen como una incógnita.
Newbery y Romero (primer miembro del Ejército Argentino caído en un accidente de aviación) fueron declarados precursores de la aviación argentina en 1970.